# Fresnedillas de la Oliva
Fresnedillas de la Oliva är en kommun i Spanien. Den ligger i den autonoma regionen Madrid, i den centrala delen av landet, 40 km väster om huvudstaden Madrid. Antalet invånare är 1 837 (2024).